# Jau-Dignac-et-Loirac
Jau-Dignac-et-Loirac – miejscowość i gmina we Francji, w regionie Nowa Akwitania, w departamencie Żyronda.

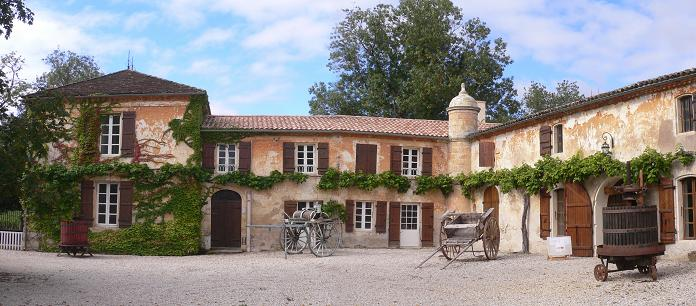

Według danych na rok 1990 gminę zamieszkiwało 836 osób, a gęstość zaludnienia wynosiła 20 osób/km² (wśród 2290 gmin Akwitanii Jau-Dignac-et-Loirac plasuje się na 499. miejscu pod względem liczby ludności, natomiast pod względem powierzchni na miejscu 164.).